# セミラーミデ
『セミラーミデ』（Semiramide）は、ロッシーニがヴォルテールの悲劇『セミラミス』を基に、1823年に作曲したオペラ・セリアで、ロッシーニのイタリア時代最後の作品。同年2月3日、ヴェネツィアのフェニーチェ劇場で初演された。台本はガエターノ・ロッシによる。
同じくセミラミスを題材としたオペラにはピエトロ・メタスタジオがリブレットを書いた『許されたセミラーミデ』 (Semiramide riconosciuta) があり、レオナルド・ヴィンチが1729年に作曲したものをはじめとして多数の作曲家が曲をつけている。ヘンデルが1733年の初演したものは大部分ヴィンチの音楽により、ヨハン・アドルフ・ハッセ作曲の有名なメロディーをいくつか利用したパスティッチョ（混成作品）にすぎず、ヘンデルはレチタティーヴォに曲をつけたにすぎない。こちらはエジプト王女セラスミスが男装し、自分の息子のニーノの名でアッシリアの王位につくという設定である。

## 作曲の経緯
ナポリ時代に『オテロ』『湖上の美人』『アルミーダ』『マホメット2世』などのオペラ・セリアを書き上げ、その後1822年に初めてウィーンに滞在したときにベートーヴェンの交響曲第3番『英雄』を聴くなどし、ベートーヴェン本人にも面会した。その際ベートーヴェンから「君はオペラ・ブッファを書いたほうがいいよ。」という忠告を受けたとされ、この忠告に発奮したためか、1823年のヴェネツィアでの初演のために書かれた『セミラミーデ』にはドイツ音楽の影響を受けて、重厚かつ色彩豊かな管弦楽法が適用されている。そのためスタンダールは「ドイツ風の騒々しい音楽」と言ったとされる。作曲は1822年10月ごろに着手し、1823年完成した。

## 作品の特徴
ナポリ時代の『マホメット2世』は、序曲を廃してアリアよりもアンサンブルや重唱を中心に、物語の進行に合わせて劇的な音楽で、かつフレキシビリティーな構成を究極までに突き進めたが、初演時に不評を買っていた。本作は形式の上では、ナポリの聴衆よりも保守的なヴェネツィアの聴衆の好みに合わせ、序曲を復活させてアリアや重唱を中心にバランスをとった形となっている。しかし実際は、合唱を物語の進行上、民衆の声を表す「コロス」として積極的かつ効果的に使い、物語の進行に合わせてナポリ時代に培った作曲技法をふんだんに盛り込んだ、起伏に富んだ音楽となっている。そして有名な序曲もロッシーニとしては珍しく、劇中の音楽をテーマに盛り込む形で、オペラ本体との一体感を保つものとなっている。
序曲中の音楽に採り入れられているテーマは以下の通りである。
- 序奏（アレグロ・ヴィヴァーチェ〜アンダンティーノ・ニ長調・8分の6拍子）…第1幕第3場・セミラーミデに忠誠を誓う四重唱（原曲：アンダンティーノ・変ホ長調・8分の6拍子）
- 主部（アレグロ・ニ長調・4分の4拍子）展開部なしのソナタ形式
  - 第1主題…第2幕第6場・冒頭の祭司達の合唱（原曲：アンダンテ・ニ長調・4分の3拍子）
  - 第1クレッシェンド…第2幕第2場アルサーチェのアリア「このむごい災いの一瞬に」のカバレッタ（原曲：アレグロ・ヴィヴァーチェ・変ホ長調・4分の2拍子）
  - 第2クレッシェンド…第1幕第2場セミラミーデとアルサーチェの二重唱「その忠誠を永遠に」のカバレッタ（原曲：アレグロ・ジュスト・変ホ長調・4分の4拍子）

さらに付け加えるならば、ロッシーニの『セミラーミデ』に対する力の入れようは、普通ならば1ヶ月前後で新曲を完成させるところを、初演の4ヶ月前の1822年10月上旬から作曲に取りかかったことからもうかがい知ることができる。
保守的なヴェネツィアの聴衆の好みにあわせて、さらに母殺しの悲惨な結末を和らげるために、劇の最後を唐突に新王誕生の祝典的な合唱（アレグロ・ニ長調・4分の4拍子）で終わらせている点については、これを非難する論者も多い。しかし、他方で同時代に上演された『魔弾の射手』や『フィデリオ』も最後では取ってつけたようなハッピーエンドで終わらせていることを考えると、この批判は時代背景を無視したものだという論者もいる。
『セミラーミデ』は歌唱技術の難しさから、20世紀前半には上演されなかった。この作品の20世紀初演は1962年にスカラ座（ミラノ）で行われた（セミラーミデ：ジョーン・サザーランド、アルサーチェ：ジュリエッタ・シミオナート他）。しかし、このときに使われたのはリピート部分などが削除された縮小版だったため、本格的な全曲演奏が行われたのは1990年12月、ニューヨークのメトロポリタン歌劇場においてであった（セミラーミデ：ジューン・アンダーソン、アルサーチェ：マリリン・ホーン、アッスール：サミュエル・レイミー他）。

## 構成
2幕9場からなる。
- 第1幕
  - 第1場…バール神殿内の大広間
  - 第2場…空中庭園
  - 第3場…ニーノ王の霊廟前の大広間
- 第2幕
  - 第1場…セミラーミデの居間
  - 第2場…バール神の神殿内
  - 第3場…セミラーミデの部屋の前
  - 第4場…セミラーミデの部屋
  - 第5場…ニーノ王の霊廟入り口
  - 第6場…ニーノ王の霊廟の中

## 編成

### 登場人物
- セミラーミデ（バビロンの女王、故ニーノ王の妃）…ソプラノ
- アルサーチェ（スキタイ人でアッシリアの士官）…コントラルトまたはメゾソプラノ
- アッスール（バール神の末裔の王子）…バス
- イドレーノ（インドの王子）…テノール
- オローエ（バール神の大祭司長）…バス
- アゼーマ（バール神の末裔の王女）…ソプラノ
- ニーノ王の亡霊…バス
- ミトラーネ（親衛隊長）…テノール

### 管弦楽
- フルート 2（ピッコロ持ち替え）
- オーボエ 2
- クラリネット 2
- ファゴット 2
- ホルン 4
- トランペット 2
- トロンボーン 3
- ティンパニ
- 大太鼓
- シンバル
- 小太鼓
- トライアングル
- タムタム
- 弦五部
  - 第1ヴァイオリン
  - 第2ヴァイオリン
  - ヴィオラ
  - チェロ
  - コントラバス

- 混声合唱

### 舞台上のバンダ（軍楽隊）
- ピッコロ
- クラリネット 3
- ファゴット 2
- ホルン 4
- トランペット 5
- トロンボーン 2
- セルパン
- コントラファゴット
- オフィクレイド
- 大太鼓
- 小太鼓
- シンバル
- トライアングル

## 演奏時間
- 約3時間半（序曲のみ12分、第1幕全体2時間、第2幕1時間30分）

## あらすじ

### 第1幕
舞台は古代アッシリア王国。

#### 第1場
国王のニーノ王が何者かによって毒殺され、王子ニーニャも行方不明となってから15年後。バール神の祭祀長オローエは、「ついに新王を決定するときが来た」と言い神官たちに神殿を開放するよう命ずる。
開放された神殿には新王決定に期待を寄せる群衆がなだれ込み、その後、朝貢国であるインドの王子イドレーノが現れ新王の誕生に期待を寄せる。他方後から入ってきたアッシリアの王子アッスールは、自分が王子ニーニャ亡き後の新王に指名されることをほのめかすような発言をする。それを聴いたオローエはアッスールに凄み、それにおびえたアッスール、オローエ、イドレーノの3重唱となる。
その後に亡きニーノ王の王妃で女王セミラーミデが群衆の歓呼を浴びて入場する。そして、群集たちから新王決定を促されるが、セミラーミデは意中の人間がいないことから躊躇する。仕方なくアッスールの言葉に促され、新王の名を言おうとした瞬間、突然雷が落ちて明かりが消える。それを見ていた群集は大騒ぎとなり神殿から四散する。
誰もいなくなった神殿にスキタイ人の士官アルサーチェが入る。アルサーチェはかつて蛮族からアゼーマ姫（彼女は王子ニーニャの許婚で、ニーニャのいない今は彼女と結婚が新王となるための条件である）を救出したことがあり、彼女と結ばれることを望んでいる。（アリア「やっとバビロニアに着いた」）そこへ丁度オローエが現れ、アルサーチェの所有物からニーノ王の宝剣と遺言書を出し、アルサーチェにニーノ王の復讐をするように言う。それを聴いたアルサーチェは不審に思いオローエにその理由を聞こうとするが、アッスールが現れたためにオローエはそのまま立ち去る。そして入れ替わりに入ってきたアッスールとアルサーチェとの間でアゼーマ姫を巡って口論となる。

#### 第2場
舞台は変わって空中庭園。セミラーミデはアルサーチェの帰還を心待ちにしている。（アリア「麗しい光が」）そこへ近衛兵の隊長ミトラーネより、メンフィスからの神託が手渡される。それを読んでセミラーミデはアルサーチェと結婚できると勘違いし、直後に姿を現したアルサーチェ（彼はアゼーマ姫を愛している）とのデュエットを繰り広げる。（二重唱「その忠誠を永遠に」）

#### 第3場
そしてニーノ王の霊廟前の広間。新王誕生を心待ちにしている群衆の前で、セミラーミデはとんでもないことを宣言する。それは、アルサーチェをセミラーミデの夫とし、アゼーマ姫をイドレーノの妃にするというもの。それを聞いたアッスールは自分の期待を裏切る内容に怒り出し、アゼーマ姫もアルサーチェも愕然とする。しかしそれを押し切ってセミラーミデがオローエに対し結婚式の仕度をするように命じた瞬間、雷が鳴り響き中からニーノ王の亡霊が現れる。亡霊に対して震えるしかない一同。（六重唱「悲しみに沈むうめき声は」）ニーノ王の亡霊はアルサーチェに対し、王位を継ぐ前に自分を殺した敵を討たなければならないという。そして自分をお供にとせがむセミラミーデに対しては、自分が願う時まで待てと止める。アルサーチェはニーノ王の敵は誰なのかを亡霊に問うが、亡霊は何も言わずに去っていく。その後群集はパニックに陥る。

### 第2幕

#### 第1場
舞台はセミラーミデの部屋。アッスールはセミラーミデに対し、自分に対してに何も報いくれていない事をののしる。しかしそれに対してセミラーミデは発言を撤回しないと述べたために、アッスールはセミラーミデに対し、共謀して15年前のニーノ王の暗殺に関わったという過去の事実を持ち出し恫喝をかける。恫喝におののくセミラーミデ。しかし王宮から祝典の音楽が聞こえてくると、セミラーミデは自信を取り戻し、アルサーチェとの結婚に希望を持ち、他方のアッスールは、破れかぶれになって、アルサーチェを倒すと宣言して部屋を出る。

#### 第2場
そのころ神殿の中ではオローエ以下神官一同が、アルサーチェの入場を厳粛に待っていた。そして神殿に現れたアルサーチェに対し、オローエはアルサーチェこそがニーノ王の息子王子ニーニャであることを明かし、ニーノ王の遺言書をアルサーチェに見せる。そこには、王子ニーニャに対して暗殺の実行犯であるアッスール及びセミラーミデを殺すように、と書かれていた。それを見たアルサーチェは自分の母親が自分の父親を殺したという残酷な事実に驚愕するが、神官たちの励ましにより、ニーノ王の宝剣を譲り受けてアッスールへの復讐を誓う。（アリア「このむごい災いの一瞬に」）

#### 第3場
同じころセミラーミデの部屋の前ではアゼーマ姫が、愛するアルサーチェを自分から引き裂いたセミラーミデの決定に不満をこぼしていた。それをたまたま通りかかったイドレーノが聞き驚愕するも、なお自分への求愛を求め続ける。（アリア「甘美な希望がこの魂を魅惑して」）

#### 第4場
そして再び舞台はセミラーミデの部屋。アルサーチェがセミラーミデに対してよそよそしい態度をとっていることを不審に思い、アルサーチェからその理由を聞き出そうとするが、アルサーチェはそれをためらう。しかしセミラーミデがなおも問いただすので、仕方なくニーノ王の遺言書をセミラーミデに見せ付ける。遺言書の中身を見て、セミラーミデはアルサーチェが行方不明であった自分の息子だったことを知り、自分を殺してニーノ王の敵を取れとせがむ。（二重唱「よろしい、さぁ、手を下しなさい」）しかし、アルサーチェにはセミラーミデを殺す気持ちはなく、母子の和解の喜びを歌った後、アッスールを討つためにニーノ王の霊廟に向かう。

#### 第5場
同じころニーノ王の霊廟の入り口で、アッスールはアルサーチェを亡きものにしようと考えるが、そこへ現れたアッスール側の太守たちから、オローエが民衆に対してニーノ王暗殺の一部始終を公開し、アッスールの王位継承の可能性はなくなったことを告げられる。それでもアルサーチェ殺害にこだわるアッスールはニーノ王の霊廟に向かうが、自分が暗殺したニーノ王の亡霊の幻覚に襲われる。太守たちは発狂するアッスールを正気に返らせ、アッスールもアルサーチェ殺害に燃え霊廟の中に入る。（アリア「われわれは復讐するぞ」）

#### 第6場
最後はニーノ王の霊廟の中。まずは、オローエ率いる神官及び兵士たちに守られながらアルサーチェが霊廟に入り、次にアッスール、最後にセミラーミデが続く。セミラーミデはニーノ王の棺の前でアルサーチェの無事を祈る。その声を聴いたアルサーチェとアッスールは驚愕し、お互いに灯りのない霊廟の中で敵をめがけて手探りを繰り返す。
そこにオローエの合図が入り、アルサーチェが夢中で宝剣を振りかざした後に、オローエと神官たち及び兵士たちが灯りを持って霊廟に突入。アルサーチェこそが行方不明の王子ニーニャであることを宣言する。アルサーチェの素性を知ったアッスールは悔しがるが、アルサーチェが殺した相手を見て狂喜する。なんとアルサーチェが殺した相手とはアッスールではなく、自分の母親であるセミラーミデだったのだ。アルサーチェはこの残酷な事実を、兵士に連行されていくアッスールから言い渡されて、自殺を図るが、オローエや神官たちに引き止められ、霊廟を出る。
そして冷酷にも、霊廟の外では、アルサーチェを新王として歓迎する、事情も知らない民衆たちの陽気な合唱が響き渡るのであった。

## 主要曲
- 第1幕
  - 第1場「やっとバビロニアに着いた」（アルサーチェ）
  - 第2場「麗しい光が」（セミラーミデ）
  - 第2場「その愛を永遠に」（セミラーミデ、アルサーチェ）
  - 第3場「悲しみに沈むうめき声は」（セミラーミデ、イドレーノ、アルサーチェ、アッスール、オローエ、ニーノ王の亡霊、合唱）
- 第2幕
  - 第2場「このむごい災いの一瞬に」（アルサーチェ）
  - 第3場「甘美な希望がこの魂を魅惑して」（イドレーノ）
  - 第4場「よろしい、さぁ、手を下しなさい」（セミラーミデ、アルサーチェ）
  - 第5場「われわれは復讐するぞ」（アッスール）

## 録音および映像
| 年      | キャスト | 指揮者 上演劇場及びオーケストラ | レーベル                                                        |
| ------- | --- | --- | --------------------------------------------------------------- |
| 1965/66 | ジョーン・サザーランド マリリン・ホーン ジョゼフ・ルルー ジョン・セージ                                           | リチャード・ボニング ロンドン交響楽団 アンブローズ・オペラコーラス                                                                                                  | CD: Decca Cat: 475 7918                                         |
| 1980    | モンセラート・カバリェ マリリン・ホーン サミュエル・レイミー フランシスコ・アライサ                               | ヘスス・ロペス＝コボス スコットランド室内管弦楽団 エクサンプロヴァンス祝祭合唱団 (1980年エクサンプロヴァンス音楽祭における録音及び映像                              | CD: Premiere Opera Ltd Cat: CDNO 161-2 DVD: Encore DVD 2258     |
| 1990    | ジューン・アンダーソン マリリン・ホーン サミュエル・レイミー スタンフォード・オルセン                             | ジェームズ・コンロン メトロポリタン歌劇場管弦楽団及び合唱団 (メトロポリタン歌劇場における初の全曲ノーカット上演)                                                    | CD: Celestial Audio Cat: CA 135 DVD: ArtHaus Musik Cat: 100 222 |
| 1992    | イアノ・タマール グロリア・スカルキ ミケーレ・ペルトゥージ グレゴリー・クンデ                                     | アルベルト・ゼッダ ボローニャ市立劇場管弦楽団 プラハフィルハーモニックコーラス (クリティカル・エディションに基づくペーザロ・ペーザロ・ロッシーニ音楽祭における上演) | CD: Ricordi/Fonit Cetra Cat: RFCD 2018                          |
| 1992    | シェリル・ステューダー ジェニファー・ラーモア サミュエル・レイミー フランク・ロッパード                           | イオン・マリン ロンドン交響楽団 アンブロジアン・シンガーズ | CD: ドイツ・グラモフォン Cat: 437 797-2                         |
| 1998    | エディタ・グルベローヴァ ベルナデット・マンカ・ニシア イルデブランド・ダルカンジェロ ファン・ディエゴ・フローレス | マルセル・パンニ ウィーン放送交響楽団 ウィーンコンサート合唱団 (1998年3月14日ウィーン・コンツェルトハウスにおける演奏会形式上演に基づく。)                          | CD: Nightingale Classics Cat: NC 207013-2                       |
| 2004    | アンヘラ・ブランカ ダニエラ・バルチェローナ イルダール・アブドラザコフ アントニーノ・シラグーザ                   | アルベルト・ゼッダ マドリード・テアトロ・レアル管弦楽団及び合唱団 (2004年4月マドリード、テアトロ・レアルでの上演映像)                                               | DVD: Encore DVD 2731                                            |
| 2011    | ミルト・パパタナシウ アン・ハレンベルグ ジョゼフ・ワーグナー ロバート・マクファーソン                             | アルベルト・ゼッダ アントワープ・フランドル歌劇場交響楽団及び合唱団 (2011年1月11日のライブ録音)                                                                     | CD:DYNAMIC Cat:CDS674/1-3                                       |
| 2012    | アレックス・ペンダ マリアンナ・ピッツォラート ロレンツォ・レガッツォ ジョン・オズボーン                           | アントニーノ・フォリアーニ ヴィルトゥージ・ブルネシス ポズナニ・カメラータバッハコーラス (2012年バート・ヴィルトバート、ロッシーニ音楽祭での録音)                   | CD: Naxos, Cat: 8660340-42                                      |